# De ce nu i-au cerut lui Evans?
De ce nu i-au cerut lui Evans? este un roman polițist scris de scriitoarea britanică Agatha Christie în anul 1934.

## Personnages
Pentru limba franceză, traducerea numelor personajelor este cea care figurează în colecția Le Masque nr. 241 (traducere de Jean Pêcheux).
- Victima
  - « Alex Pritchard » : pe numele său adevărat Alan Carstairs, bărbatul decedat aproape de Marchbolt.
- Anchetatorii
  - Robert (« Bobby ») Jones : fiul vicarului din Marchbolt
  - Lady Frances (« Frankie ») Derwent : fiica Lordului Marchington

Format:Fin de bloc solidaire
Format:Début de bloc solidaire
- Personaje care intervin în cadrul anchetei
  - Thomas : partenerul de golf al lui Bobby
  - Vicarul din Marchbolt : tatăl lui Bobby
  - Badger Beadon : prietenul activ al lui Bobby și proprietar al unui service auto din Londra
  - George Arbuthnot : prieten cu Frankie

Format:Fin de bloc solidaire
Format:Début de bloc solidaire
- Suspecții
  - Leo și Amelia Cayman : așa-zisa soră a lui ,,Alex Pritchard" și soțul ei
  - Henry și Sylvia Bassington-ffrench : veniți din Merroway Court în Hampshire
  - Thomas Bassington-ffrench : copilul lor
  - Roger Bassington-ffrench : fratele lui Henry
  - Nicholson : proprietarul canadian al sanatoriului de lângă Merroway Court
  - Moïra Nicholson : soția lui
  - John Savage : milionar
  - Dna Rivington : prietenă cu John Savage
  - Soții Templeton
  - Gladys Roberts, născută Evans : fostă menajeră a familiei Templeton
  - Rose Pratt, născută Chudleigh : fostă bucătăreasă a familiei Templeton și martoră a dorințelor rostite pe patul de moarte de către John Savage
  - Albert Mere : fost grădinar al familiei Templeton și martor al dorințelor rostite pe patul de moarte de către John Savage